# Parco nazionale del Vatnajökull
Il parco nazionale del Vatnajökull (in islandese: Vatnajökulsþjóðgarður), è un parco nazionale dell'Islanda e il più grande d'Europa.

## Geografia
Il Parco nazionale del Vatnajökull copre parte del sud-est dell'Islanda, inclusi fra tutti il Vatnajökull, la più grande calotta di ghiaccio in questo paese e una delle più grandi di Europa, così come le zone circostanti come l'Askja a nord.

## Storia
Il parco è stato creato il 7 giugno 2008. Esso comprende più antichi Parco nazionale Skaftafell creati il 15 settembre 1967 e di Jökulsárgljúfur creato nel 1973.
La costruzione di quattro nuovi uffici turistici è avvenuta nel 2012, portando il totale a sei (Ásbyrgi, Mývatn, Skaftafell, Skriðuklaustut sul Lagarfljót, Höfn e Kirkjubæjarklaustur).